# Mns Prey
Mns Prey is een bestuurslaag in het regentschap Aceh Utara van de provincie Atjeh, Indonesië. Mns Prey telt 444 inwoners (volkstelling 2010).